# Alexandre-François Desportes
Pour les articles homonymes, voir Desportes.
Ne doit pas être confondu avec François Desport.
François Desportes, baptisé le 16 février 1661 à Champigneulle et mort à Paris en 1743, est un peintre français, spécialisé dans la peinture animalière (chiens essentiellement), la nature morte et les scènes de chasse.

## Biographie
François Desportes est le fils de Pierre Desportes (décédé vers 1695), riche cultivateur, et d’Élisabeth Duguay (1626-1701). Il est envoyé en 1673 chez un de ses oncles établi à Paris, où il se forme auprès de Nicasius Bernaerts, un élève de Frans Snyders. Avec ce maître, il s’imprègne de la tradition flamande mais tempère la violence et la fougue de ces compositions baroques au profit d’un art plus mesuré.
En 1692, il épouse à Paris, Angélique Éléonore Baudot (décédée en 1726), qui lui donnera deux enfants : Anne Louise (décédée le 09-05-1765) et Claude François (1695-1774), qui sera son élève, et rédigera sa biographie.
Son neveu Nicolas Desportes est également son élève et disciple.
Après un passage à la manufacture royale des Gobelins en 1692-1693, il devient portraitiste de la Cour de Pologne en 1695-1696. De retour en France, il se détourne du portrait pour se consacrer à la décoration intérieure. Il est reçu à l’Académie royale de peinture et de sculpture en tant que « peintre d'animaux » en 1699.
De 1700 jusqu’à sa mort, il exécute de nombreux tableaux pour orner les demeures royales (Versailles, Marly, Meudon, Compiègne et Choisy). Louis XIV, puis Louis XV lui commandent le portrait de leurs chiens favoris.

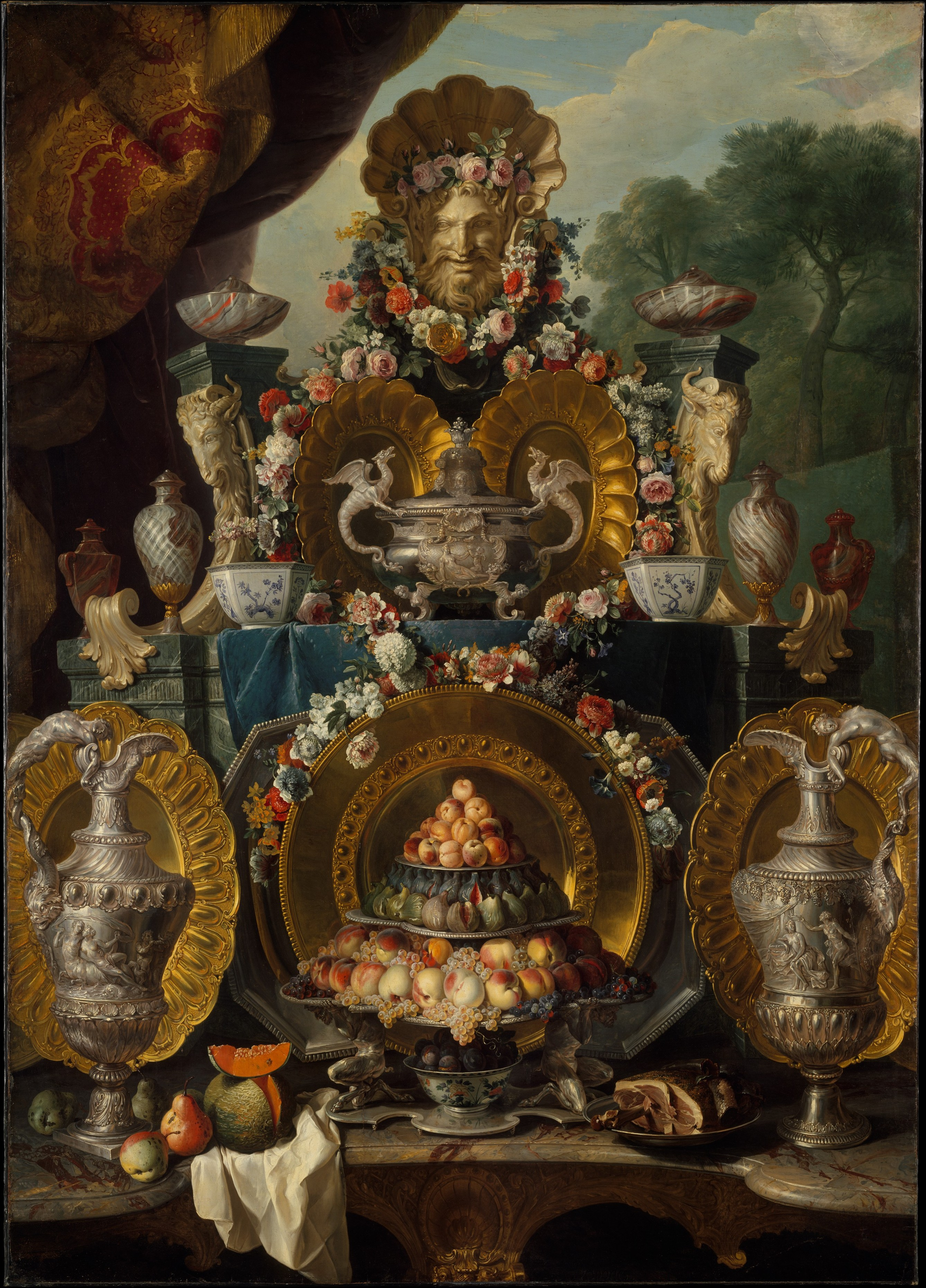
Nature morte à l'orfèvrerie (vers 1720), New York, Metropolitan Museum of Art.

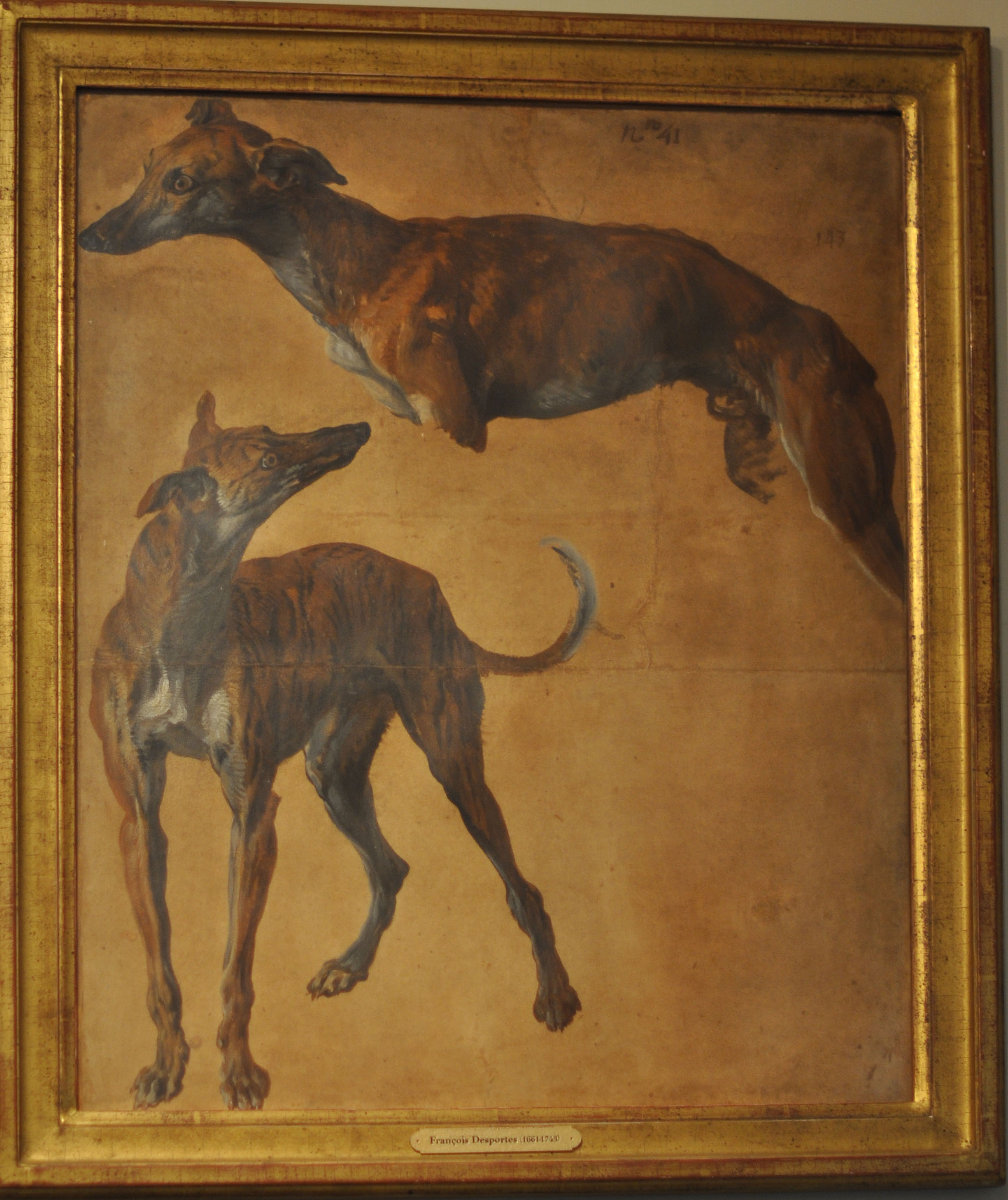
Étude de lévriers, Paris, musée de la Chasse et de la Nature.

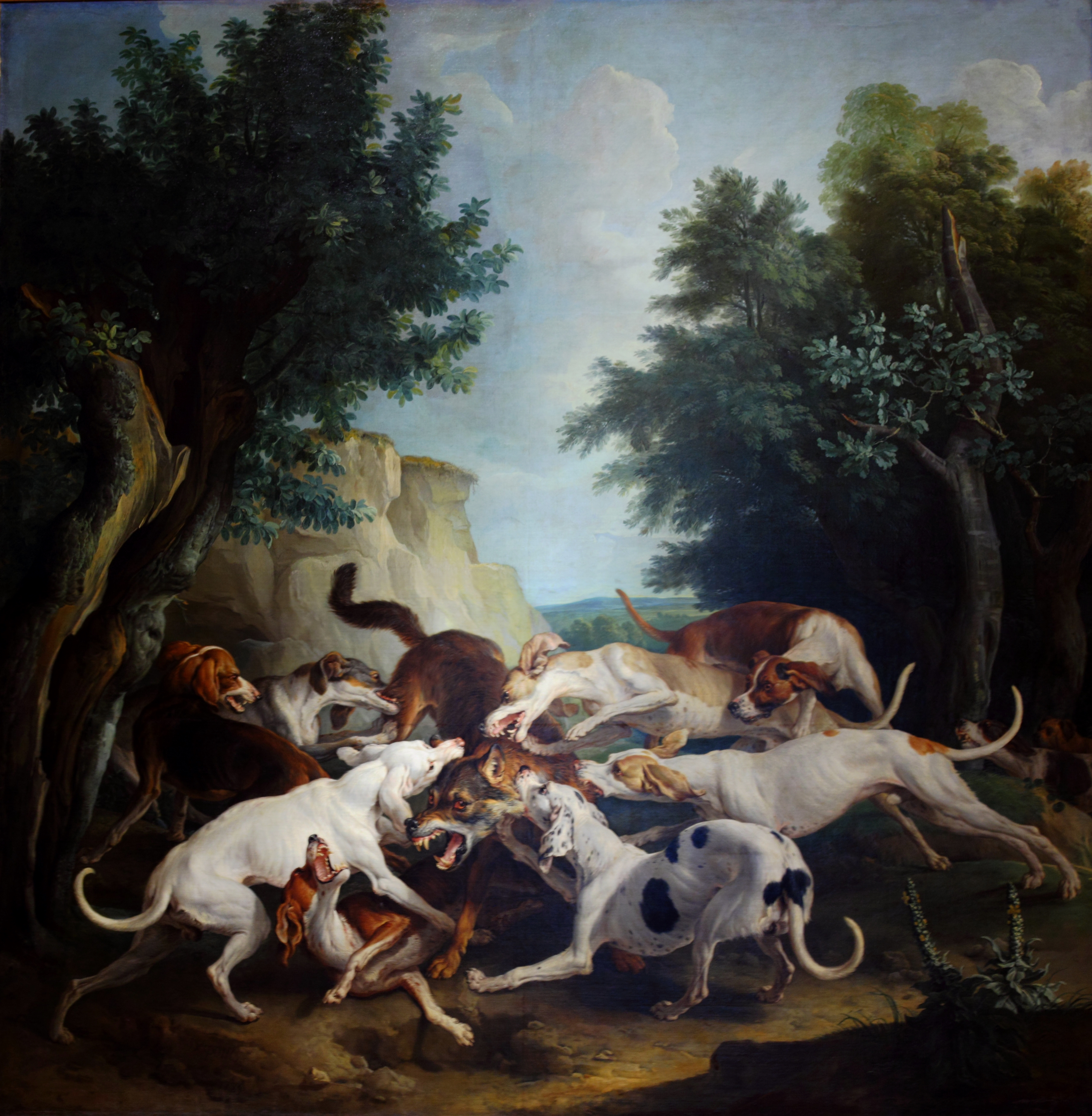
La Chasse au loup, 1725.

Peintre des chasses et de la meute royale, Desportes suit le roi lors de ses chasses. Saint-Simon rapporte « qu’il allait même d’ordinaire à la chasse à ses côtés, avec un petit portefeuille pour dessiner sur les lieux leurs diverses attitudes, entre lesquelles le roi choisissait, et toujours avec goût, celles qu’il préférait aux autres. »

## Œuvre
À sa mort, Desportes laisse un important fonds d’atelier. Celui-ci se compose des études d’animaux, de plantes et de paysages peintes d’après nature, ainsi que quelques esquisses de Jan Fyt, comme celles  figurant des chasse au renard.
En 1784, le comte d’Angiviller, directeur général des bâtiments du Roi, fait l’acquisition de ce fonds, auprès de Nicolas Desportes,  pour la manufacture de Sèvres afin qu’il serve de modèle aux peintres sur porcelaine. Après avoir servi de source iconographique pendant plus d’un siècle, les études ont été déposées dans plusieurs institutions. Le musée de la chasse et de la nature à Paris a recueilli une part importante des œuvres animalières. Le musée du Louvre possède son portrait peint par lui-même et plusieurs de ses meilleurs tableaux. Une salle entière du musée international de la Chasse à Gien lui est consacrée. Le musée de la vénerie de Senlis expose son tableau Hallali de cerf et Chasse aux renards, ainsi que d'autres œuvres.
- Portrait de l'artiste en chasseur (1699), huile sur toile, 197 × 163 cm, Musée du Louvre
- Animaux, fleurs et fruits (1717), huile sur toile, musée de Grenoble
- Combat d'animaux (1738), huile sur toile, 370 × 385 cm, Musée des Beaux-Arts de Reims[2]
- Pompée et Florissant devant deux perdrix (1739), huile sur toile, Château de Compiègne[3].

En 1995, une nature morte du peintre est transférée au musée des Beaux-Arts Pouchkine. Volée par la Gestapo à Paul de Cayeux de Sénarpont durant la Seconde Guerre mondiale, elle avait ensuite été ramenée en Russie.
Le 28 septembre 2004, son Cerf aux abois de 1729 est déclaré trésor national. Il est acquis de gré à gré à un particulier le 29 octobre 2007.
Le 19 septembre 2020 une nature morte signée de François Desportes, inédite depuis une vente de 1888 et provenant des collections de Philippe d'Orléans, est adjugée à plus de deux millions d'euros. Cette Nature morte au trophée de gibier, fruits et perroquet sur fond de niche est acquise par la Fondation Bemberg, à Toulouse.

## Expositions
- 1920 : Beauvais
- 1961 : Compiègne[6]
- 1982 : Paris[7]
- 1983 : Paris, musée du Louvre
- 1994 : Mexico[8]
- Du 20 mars au 28 juin 2015 :  Petit Château de Sceaux, « L'Œil du maître. Esquisses d’Alexandre-François Desportes (1661-1743), des collections de la Cité de la céramique »[9]

### Bibliographie

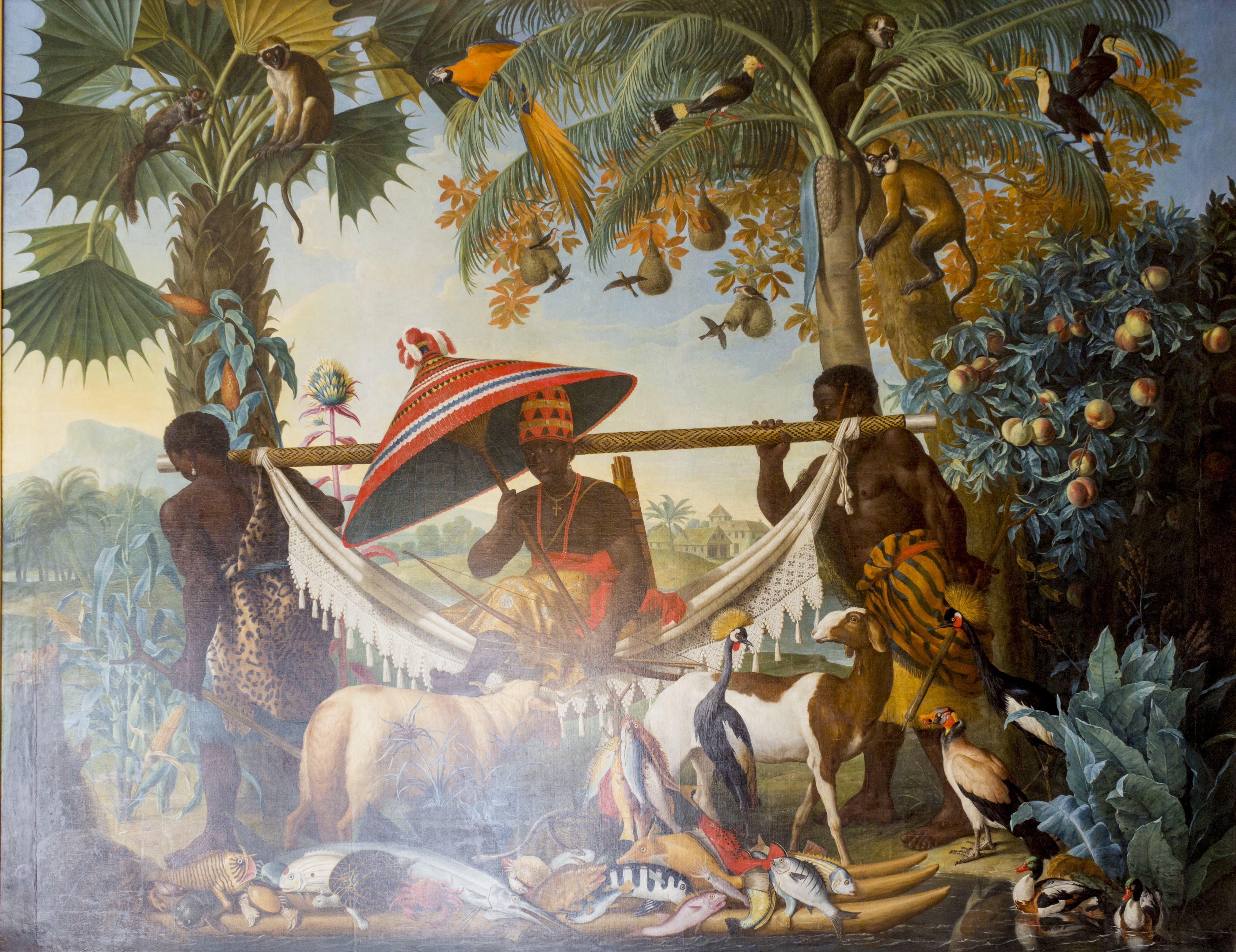
Les Nouvelles Indes, Une négresse portée par deux maures dans l'Hôtel de préfecture du Rhône